# YUME TO NEGOTO
YUME TO NEGOTOは2001年7月26日にリリースされたMicky（現・ヒラマミキオ）の1stアルバム。CDコードはJOHN-011。
その後2005年、2006年には昼海幹音名義にて夢と寝言としてリニューアル再発盤がリリースされた。

## 解説
- Mickyと同郷の上田ケンジの主催するJohn?レーベルからリリースされた。
- 2005年の東京事変在籍中に、昼海幹音名義にて「夢と寝言」としてリニューアル再発された。(東京事変のライブ会場および、当時の所属事務所「黒猫堂」のWeb通販限定販売)
- 2006年にも昼海幹音名義の「夢と寝言」としてリニューアル再々発として一般販売された。
- オリジナル発売時の各タイトルは時間表記のみだったが、リニューアル時にサブタイトルが付けられた。
- オリジナルリリース時には、Bambootrickによる「午前10時33分」のPVが製作された。
- 再々発盤リリースの2006年には「午前8時17分 if you can touch it」のPVも製作された。

## 収録曲
1. 午前5時15分 you are still alive
2. 午前6時30分 everything is mystery
3. 午前8時17分 if you can touch it
4. 午前10時33分 monkey and sadness
5. 午後12時24分 is that all your chromosomes are?
6. 午後3時41分 hide only your ass!
7. 午後6時25分 cage
8. 午後9時32分 he believes
9. 午前12時77分 blood is flowing